# Bremen (Indiana)
Bremen is een plaats (town) in de Amerikaanse staat Indiana, en valt bestuurlijk gezien onder Marshall County.

## Demografie
Bij de volkstelling in 2000 werd het aantal inwoners vastgesteld op 4486.
In 2006 is het aantal inwoners door het United States Census Bureau geschat op 4692, een stijging van 206 (4,6%).

## Geografie
Volgens het United States Census Bureau beslaat de plaats een oppervlakte van
5,9 km², geheel bestaande uit land. Bremen ligt op ongeveer 260 m boven zeeniveau.

## Plaatsen in de nabije omgeving
De onderstaande figuur toont nabijgelegen plaatsen in een straal van 20 km rond Bremen.